# Gloria, laus et honor

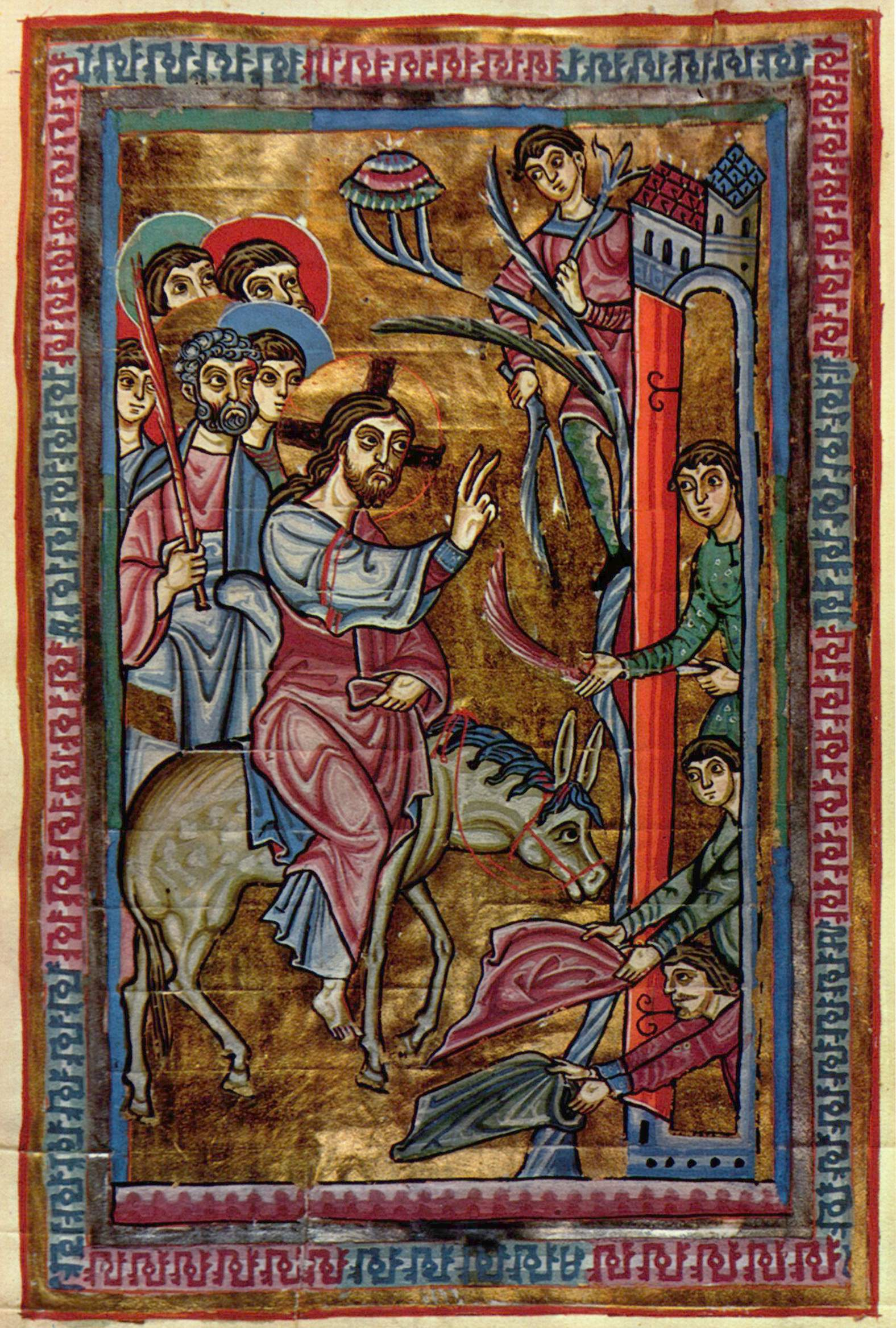
Image :
Entrée de Jésus à Jérusalem (XIIe siècle, collection de la Bayerische Staatsbibliothek à Munich)

L'hymne Gloria, laus et honor est un chant liturgique catholique, réservé en particulier à la procession solennelle du dimanche des Rameaux. Depuis le Xe siècle, la tradition bénédictine attribuait l'auteur à Théodulf d'Orléans, prédécesseur de son ordre. De nos jours, la plupart des chercheurs favorisent cette attribution, avec des manuscrits assez anciens et nombreux. 

## Texte
L'hymne, formée de distiques élégiaques, s'inspire de l'Évangile selon Matthieu XXI, 1-16, ainsi que du livre des Psaumes 117, 26 et le reste,.
| latin                                                                                            | français |
| ------------------------------------------------------------------------------------------------ | --- |
| Gloria, laus et honor tibi sit, Rex Christe, Redemptor, Cui puerile decus prompsit Hosanna pium. | (refrain) Gloire, louange et honneur à Toi, Christ Roi Sauveur. Pour toi le cortège des enfants chanta Hosanna ! |

| latin | français |
| --- | --- |
| Israel es tu rex, Davidis et inclyta proles, Nomine qui in Domini, rex benedicte, venis. Cœtus in excelsis te laudat cælicus omnis, et mortalis homo, et cuncta creata simul. Plebs Hebræa tibi cum palmis obvia venit ; Cum prece, voto, hymnis, adsumus ecce tibi. Hi tibi passuro solvebant munia laudis ; nos tibi regnanti pangimus ecce melos. Hi placuere tibi, placeat devotio nostra ; rex bone, rex clemens, cui bona cuncta placent. | 1. Tu es le roi d'Israël, tu es le glorieux rejeton de David, toi, roi béni qui viens au nom du Seigneur. 2. Le chœur céleste en entier te loue au plus haut des cieux ; à lui se joint l'homme mortel et toute la création. 3. Le peuple hébreu vint au devant de toi avec des palmes, avec nos prières, nos vœux et nos hymnes, nous voici devant toi. 4. Ceux-ci te payaient leur tribut de louanges, alors que tu allais souffrir ; Et nous, voici que nous te célébrons par nos chants, maintenant que tu règnes. 5. Ils ont su te plaire, que te plaise aussi notre dévotion : bon Roi, doux Roi, à qui plaît tout ce qui est bon. |

## Partition et exécution

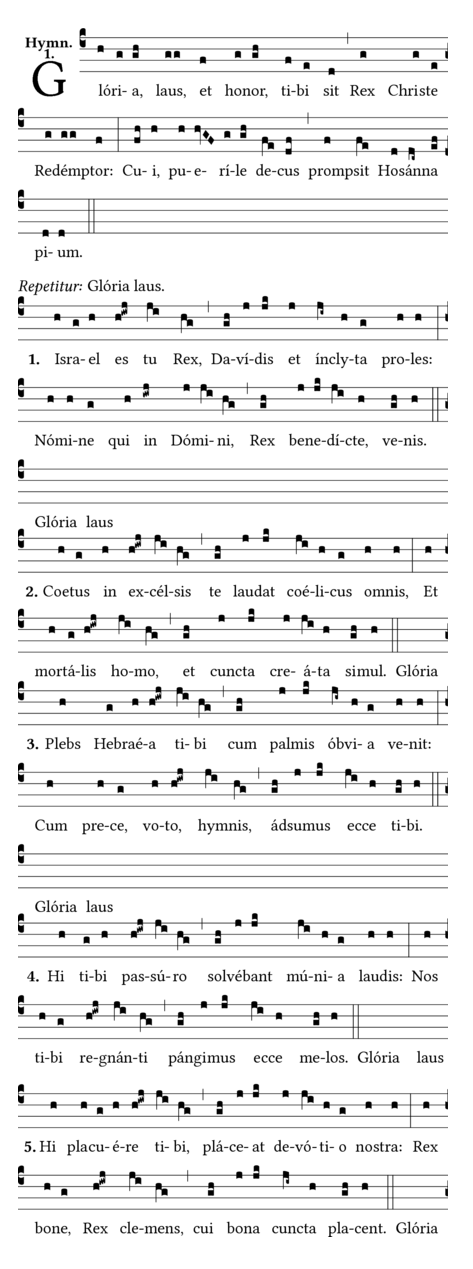

## Historique

### Origine
À la différence de plupart des chants médiévaux, cette hymne compte un certain nombre de manuscrits très anciens. Et ces derniers indiquent que le prototype était assez probablement un texte composé de dix-huit strophes et sans refrain. Il s'agit des seuls quatre documents copiés avant 1000. Les manuscrits tardifs se constituaient, au contraire, de six strophes. Tardivement, la première strophe fut transformée en refrain de chant, devenue version actuelle.
L'attribution de l'auteur dans la publication fut tenue en 1646, dans l’Éditio princeps de Jacques Sirmond, qui contenait plusieurs poèmes de Théodulf d'Orléans († 821) dont la Gloria, laus et honor. Toutefois, il s'agissait d'une publication d'après un manuscrit aujourd'hui perdu. 
En ce qui concerne le document le plus ancien et sûr, qui reste de nos jours, est le manuscrit 227 de la bibliothèque de l'Arsenal, folios 73r - 74r, Pontifical dit de Poitiers, d'après le lieu présumé de sa réalisation [manuscrit en ligne]. Aujourd'hui, la bibliothèque donne sa date entre 870 et 880. Ce manuscrit contient des textes de trois auteurs : Théodulf d'Orléans, évêque Flavius et Bède le Vénérable († 735). Pontifical dédié à saint Pierre, les chercheurs considéraient qu'il était en usage à l'abbaye Saint-Pierre-des-Fossés, bénédictine.
De nos jours, l'hymne Gloria, laus est, par la plupart des chercheurs, attribuée à Théodulf, évêque d'Orléans et 14e supérieur de l'abbaye de Saint-Benoît-sur-Loire. Il est à noter que, dans les archives, cette attribution était donnée tardivement et singulièrement auprès de l'ordre de saint Benoît. Pour conclure, il vaux mieux trouver un manuscrit plus ancien. Quoi qu'il en soit, cette hymne de qualité avec dix-huit strophes indique que l'auteur doit être l'un des savants de cette époque-là, tel Théodulf d'Orléans.

### Livres de chant grégorien les plus anciens
L'hymne se trouve dans le fonds ancien du chant grégorien authentique. Ainsi, elle était copiée vers 965 sur folio 381 du manuscrit Einsiedeln 121 avec rubrique Versus Thiotolfi (Théodulf d'Orléans). Il s'agit du graduel grégorien le plus ancien, qui est complet, neumé et conservé. La bibliothèque d'État de Bamberg aussi possède un manuscrit ancien, issu de l'abbaye de Saint-Gall  et daté entre 900 et 973 avec rubrique Versus Tieotolfi. L'usage en grégorien était établi, au Xe siècle, dans la région suisse. On s'aperçoit que, dans ces manuscrits, l'hymne était chantée sans refrain, tout comme un psaume sans antiennes. Authentique, car, sans refrain, la mélodie respecte le rythme verbal et se varie délicatement d'après le texte (à savoir chant en prose). 
Il faut remarquer encore que les transcriptions publiées en 1895 par Dom Joseph Pothier n'employaient pas de quilisma.
En résumé, cette version était, à l'origine, un chant grégorien authentique et banal, mais sans refrain, même s'il était sans doute un chant de procession. De surcroît, selon Dom Pothier, le double-chœur en chantait en alternance.

### De 18 strophes à 6 strophes
Un autre document parmi les manuscrits les plus anciens, celui de la British Library Add. 19768, indique la transition du prototype à la version actuelle. Copié sans doute au milieu du Xe siècle à Mayence, pour l'abbaye Saint-Alban, l'un des monastères bénédictins les plus importants de l'époque, le texte de ce manuscrit compte dix-huit strophes. Toutefois, le copiste ne écrivit la notation que pour six premières strophes, exactement texte actuel.

### Deux manuscrits issus de Fleury

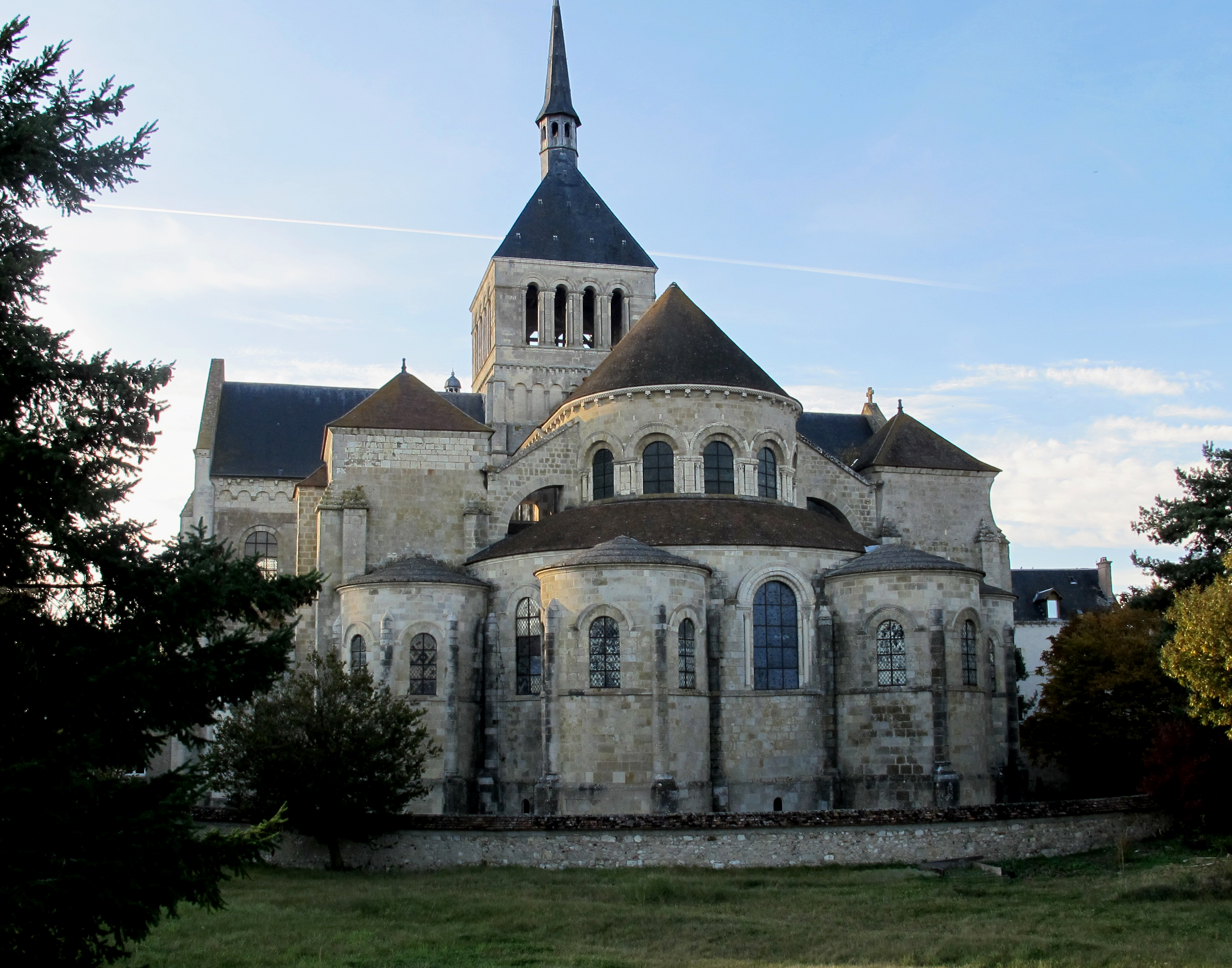
Cette hymne devint d'abord tradition bénédictine. En rendent hommage à leur 14e abbé Théodulf, les moines du monastère de Fleury promurent cette tradition par écriture.

L'attribution de l'auteur à Théodulf d'Orléans dans les écritures apparut plus tardivement que les notations. D'une part, le manuscrit latin 1720 de la bibliothèque nationale de France contient la première strophe de l'hymne. Selon la bibliothèque, ce document date entre 1075 et 1100 et est attribué à l'abbaye de Saint-Benoît-sur-Loire, dite de Fleury. Le texte se trouve dans le catalogue des abbés de Fleury,. Une autre source est un manuscrit copié au XIIe siècle duquel l'auteur était Hugo Floriacensis († sans doute vers 1120), moine bénédictin de la même abbaye. Dans sa Historia ecclesiastica, lui aussi mentionnait le nom de Théodulf et la première strophe de Gloria, laus (bibliothèque nationale de France, manuscrit latin 13701). Or, tous les deux manuscrits ne citaient que la première strophe. Il est évident qu'ils ont la même source. Et le premier manuscrit raconte qu' « il [Théodulf] chanta ces très beaux vers, qu'il avait lui-même composés, qui aujourd'hui [vers 1100] sont récités à travers toute la Gaule par les ecclésiastiques, et qui débutent ainsi : Gloria ... ».

### Bulle de Boniface VIII pour la canonisation de Louis IX
Hymne célèbre, le pape Boniface VIII fit intituler l'incipit d'une de ses bulles Gloria laus et honor , en faveur de Louis IX. En fait, le Saint-Père avait dénoncé un sermon Reddite quæ sunt Cæsaris Cæsari et quæ sunt Dei Deo à Orvieto le 4 août 1297, en mentionnant la vertu de Louis IX, qui accéda du royaume terrestre de France au royaume éternel de gloire. Puis le 11 août, Boniface VIII déclara, à l'église des Frères Mineurs d'Orvieto, par son seconde sermon, Très saint roi Louis. Aussitôt, la bulle Gloria laus fut rédigée par la chancellerie pontificale.

### Composition musicale
Dans le contexte musical, l'hymne Gloria, laus et honor avait une particularité. Après que la pratique en monodie avait été établie, il existait peu de composition polyphonique, mais, entre 1400 et 1550 singulièrement, plusieurs compositeurs de la Renaissance prirent ce texte pour leur œuvre, ce qui reste rare dans l'histoire de la musique sacrée. La modification de mélodie se commença, au XVe siècle, dans les livres des franciscains. Puis, ceux qui défigurèrent le chant monodique étaient des musiciens flamands, espagnols, anglais. Il faut remarquer, parmi eux, deux musiciens qui étaient étroitement liés au Vatican. Antonio Zacara da Teramo († 1413), dont l'œuvre reste la plus ancienne, laissa une pièce très particulière dans laquelle le chœur chantait trois textes, Patrem omnipotentem du Credo, Et in terra pax du Gloria et Gloria Laus Honor. Celle-ci se trouve tant dans plusieurs manuscrits italiens que ceux de l'Espagne et de la Pologne. Un manuscrit de Rome contient une œuvre Gloria laus et honor copiée par Ghiselin Danckerts († 1565). Si le compositeur restait anonyme, l'analyse de l'écriture attribue ces folios 5v et 6 à la main de Danckerts. Il est très probable que cette copie était effectuée pour l'exécution auprès du Vatican. Lorsqu'il fournit ce manuscrit, il était en service à la chapelle Sixtine.    

### Reforme liturgique de Pie X
Élu pape en 1903, saint Pie X effectua une immense reforme liturgique avec l'Édition Vaticane. Aussi, en 1908, à la suite de la publication de son graduale romanum, l'usage de la Gloria, laus et honor devint-il obligatoire pour le dimanche des Rameaux, au sein de toutes les églises catholiques.

## Usage liturgique
Parfaitement adaptée à la liturgie du dimanche des Rameaux, cette hymne est toujours réservée à la procession d'acclamation au moment du 1er Évangile, dans la célébration en forme extraordinaire. Le Graduale novum, publication officielle du Vatican, contient cette hymne dans le tome I sorti en 2011, à la page 99.

## Dans d'autres traditions
Celle-ci fut traduit, et est toujours en usage dans des cérémonies anglicanes sous le titre All Glory, Laud and Honour, ainsi que dans les offices luthériens en plusieurs langues, comme en allemand Rhum, Preis und Ehre.

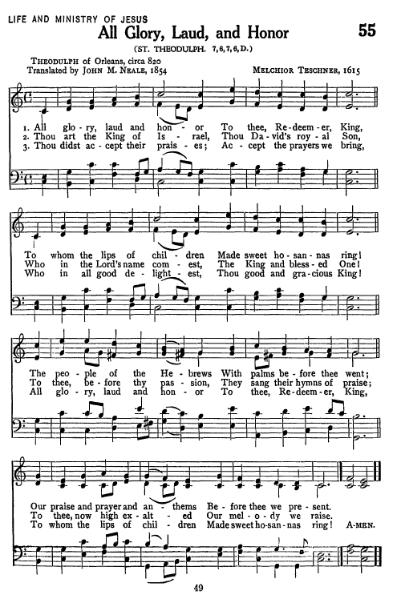

## Mise en musique

### À la Renaissance
- Antonio Zacara da Teramo (vers 1350 - † vers 1413) : œuvre particulière pour 3 textes, Patrem omnipotentem (Credo), Et in terra pax (Gloria) et Gloria Laus Honor, trouvée dans plusieurs archives[10]
- Gilles Binchois (vers 1400 - † 1460) : hymne à 3 voix, dans le manuscrit Museo nazionale 87 de Trente[17]
- Antonius Janue (14... - † 14...) : hymne, dans le manuscrit de la bibliothèque nationale centrale de Florence[18]
- Johannes Martini (vers 1440 - † 1497) : motet particulier avec le texte de la Salve Regina[19]
- Heinrich Finck (1444 - † 1527) : motet dans 2 manuscrits allemands[20]
- Francisco de Peñalosa (1470 - † 1528) : hymne à 4 voix, dans le manuscrit des archives de la cathédrale de Tarazona[21]
- Thomas Stoltzer (vers 1470 - † vers 1540) : motet à 7 voix[22]
- Jean Richafort (vers 1480 - † 1547) : motet à 4 voix[23]
- Christopher Tye (vers 1505 - † vers 1573) : motet dans le recueil Gyffard Partbooks, n° 52[24]
- Ghiselin Danckerts (vers 1510 - † 1565) : motet composé ou adopté lorsque Danckerts était en service à la chapelle Sixtine[11]
- Caspar Othmayr (1515 - 1553) : motet dans un manuscrit utilisé en Bavière[25]
- John Blitheman (vers 1525 - † 1591) : motet dans le recueil Gyffard Partbooks supplémentaire[26]

### Musique baroque
- Juan García de Salazar (1639 - † 1710) : hymne à 8 voix In Dominica Palmarum, dans le manuscrit 1/34 de la cathédrale de Zamora[27]
- Esteban Salas (1725 - † 1803) : hymne de la procession du dimanche des Rameaux à 3 voix avec instruments[28]
- Niccolò Antonio Zingarelli (1752 - † 1837) : hymne à 3 voix et basse continue[29]

### Musique classique
- Diego Llorente y Sola (170... - † 1836) : hymne pour la procession du dimanche des Rameaux à 4 voix, manuscrit 56-19 de la cathédrale de Huesca[30]

### Attribution par erreur
- Giovanni Pierluigi da Palestrina, motet édité par Franz Xaver Haberl et publié en 1907 chez Breitkopf & Härtel[31]